# Polina Edmunds
Polina Edmunds (nacida el 18 de mayo de 1998) es una patinadora artística sobre hielo estadounidense. Ganadora del Campeonato de los Cuatro Continentes de 2015, dos veces ganadora de plata en los nacionales de Estados Unidos. Representó a su país en los Juegos Olímpicos de invierno de Sochi en 2014.

## Vida personal
Nació en mayo de 1998 en Santa Clara, California. Su madre es una entrenadora de patinaje sobre hielo y fue alumna de Alexei Mishin, su padre es directivo en una empresa de software y sus dos hermanos juegan hockey sobre hielo. Estudia en la Universidad de Santa Clara desde septiembre de 2016. Tomó clases de ballet desde los ocho años.

## Carrera

### Primeros pasos

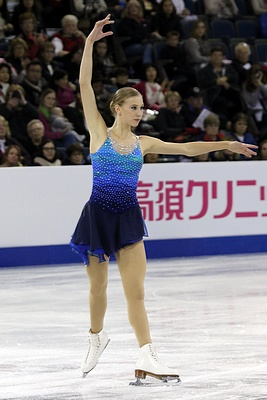
Edmunds en el Skate Canadá de 2015.

Desde los cuatro años ha tomado lecciones de patinaje sobre hielo, desde entonces entrena con David Glynn y su madre. En el campeonato nacional de Estados Unidos de 2011 con nivel júnior, quedó en séptimo lugar. En la temporada 2012-2013 ganó los nacionales de su país en la categoría júnior.

### Trayectoria
Desde 2013 comenzó a ser entrenada por Frank Carroll junto a Glynn y su madre. Su primer asignación a Grand Prix fue en la temporada 2013-2014, ganó la medalla de oro en su primer evento y repitió el primer lugar en el siguiente. En la final del Grand Prix de esa temporada terminó con la cuarta posición. Su debut en la categoría sénior fue durante el Campeonato de Estados Unidos de 2014, ganó la medalla de plata tras quedar en segunda posición en sus programas corto y libre. Las olimpiadas de Sochi de 2014 fueron su debut internacional como sénior, finalizó en noveno lugar con una puntuación total de 183.25. Su siguiente evento fue el Campeonato del Mundo de 2014 en Saitama, Japón, finalizó la competición con 187.50 puntos.
Ganó el oro en el Clásico Internacional de Estados Unidos de 2014, un evento de la ISU. Fue asignada posteriormente a dos eventos de Grand Prix: la Copa de China de 2014 y el Trofeo NHK del mismo año. Finalizó en cuarto lugar en su primer evento y un octavo lugar en el segundo. En su siguiente campeonato nacional en 2015 terminó en cuarto lugar. Fue asignada al Campeonato del Mundo en sustitución de Karen Chen, en el evento finalizó con la octava posición. Más adelante fue asignada para competir en el Skate Canadá de 2015 y la Copa Rostelecom del mismo año, terminó sexta y cuarta posición respectivamente. Durante los nacionales de 2016 de su país, ganó la medalla de plata.
En febrero de 2016 una lesión le impidió competir en el Campeonato del Mundo de 2016, también perdió tiempo de entrenamiento en el hielo, limitandose a ejercicios fuera del mismo. Como resultado de la misma lesión dejó los eventos de la Copa Rostelecom y el Trofeo NHK de 2016, regresó al patinaje competitivo en marzo de 2017. Apareció en el evento de Grand Prix, los Internacionales de Francia 2017, donde terminó en décimo lugar con una puntuación total de 157,77.

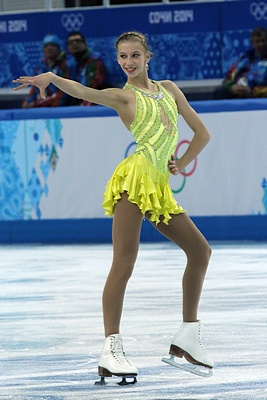
Polina Edmunds en los Juegos Olímpicos de invierno de 2014.

### Programas
|           | Programa corto                                                         | Programa libre                                                                 | Exhibición                     |
| --------- | ---------------------------------------------------------------------- | ------------------------------------------------------------------------------ | ------------------------------ |
| 2017-2018 | Palladio de Karl Jenkins                                               | Bilitis - Générique de Sarah Brightman, Time to Say Goodbye de Sarah Brightman |                                |
| 2016-2017 | Palladio de Karl Jenkins (Coreografía de Rudy Galindo)                 | Bilitis - Générique de Sarah Brightman                                         |                                |
| 2015-2016 | Moonlight Sonata de Ludwig van Beethoven (Coreografía de Rudy Galindo) | Gone with the Wind de Max Steiner                                              | Americano de Lady Gaga         |
| 2014-2015 | Buleria de Johann Sebastian                                            | Peter Pan de James Newton Howard                                               | Titine de Charlie Chaplin      |
| 2013-2014 | Another Cha Cha de Ballroom Orchestra                                  | Peer Gynt de Edvard Grieg                                                      | Billie Jean de Michael Jackson |
| 2012-2013 | Two Guitars (Coreografía de Marina Klimova)                            | Romeo y Julieta de Nino Rota                                                   |                                |
| 2011-2012 | Oh Shenandoah (Coreografía de Marina Klimova)                          | The Merry Widow de Franz Lehár                                                 |                                |

### Resultados detallados
| Temporada 2017-2018                    | Temporada 2017-2018                          | Temporada 2017-2018 | Temporada 2017-2018 | Temporada 2017-2018 |
| Fecha                                  | Evento                                       | Programa corto      | Programa libre      | Total               |
| -------------------------------------- | -------------------------------------------- | ------------------- | ------------------- | ------------------- |
| 17–19 de noviembre de 2017             | Internacionales de Francia 2017              | 9 56.31             | 10 101.46           | 10 157.77           |
| 6–8 de octubre de 2017                 | Trofeo CS Finlandia de 2017                  | 14 49.62            | 13 92.58            | 13 142.20           |
| Temporada 2015-2016                    |                                              |                     |                     |                     |
| Fecha                                  | Evento                                       | Programa corto      | Programa libre      | Total               |
| 15–24 de enero de 2016                 | Campeonato de Estados Unidos de 2016         | 1 70.19             | 2 137.32            | 2 207.51            |
| 20–22 de noviembre de 2015             | Copa Rostelecom 2015                         | 5 65.29             | 4 117.91            | 4 183.20            |
| 30 de octubre – 1 de noviembre de 2015 | Skate Canada International 2015              | 5 56.85             | 5 111.84            | 6 168.69            |
| Temporada 2014-2015                    |                                              |                     |                     |                     |
| Fecha                                  | Evento                                       | Programa corto      | Programa libre      | Total               |
| 23–29 de marzo de 2015                 | Campeonato del Mundo de 2015                 | 7 61.71             | 7 116.12            | 8 177.83            |
| February 9–15 de febrero de 2015       | Campeonato de los Cuatro Continentes de 2015 | 4 61.03             | 1 122.99            | 1 184.02            |
| 18–25 de enero de 2015                 | Campeonato de Estados Unidos de 2015         | 3 66.04             | 4 126.58            | 4 192.62            |
| 28–30 de noviembre de 2014             | Trofeo NHK 2014                              | 11 48.96            | 5 112.83            | 8 161.79            |
| 7–9 de noviembre de 2014               | Copa de China 2014                           | 7 50.32             | 2 110.95            | 4 161.27            |
| 11–14 de septiembre de 2014            | U.S. Classic de 2014                         | 1 63.27             | 2 113.08            | 1 176.35            |
| Temporada 2013-2014                    |                                              |                     |                     |                     |
| Fecha                                  | Evento                                       | Programa corto      | Programa libre      | Total               |
| 24–30 de marzo de 2014                 | Campeonato del Mundo de 2014                 | 12 60.59            | 5 126.91            | 8 187.50            |
| 7–23 de febrero de 2014                | Juegos olímpicos de invierno de 2014         | 7 61.04             | 9 122.21            | 9 183.25            |
| 5–12 de enero de 2014                  | Campeonato de Estados Unidos de 2014         | 2 66.75             | 2 126.88            | 2 193.63            |
| 5–8 de diciembre de 2013               | Final del Grand Prix Júnior 2012-2013        | 5 48.20             | 2 113.51            | 4 161.71            |
| 26–28 de septiembre de 2013            | Grand Prix Júnior de Bielorrusia 2013–14     | 2 52.49             | 1 113.28            | 1 165.77            |
| 5–7 de septiembre de 2013              | Grand Prix Júnior 2013-2014 México           | 1 57.78             | 1 113.43            | 1 171.21            |
| Temporada 2012-2013                    |                                              |                     |                     |                     |
| Fecha                                  | Evento                                       | Programa corto      | Programa libre      | Total               |
| 2–3 de abril de 2013                   | Trofeo Gardena Spring Júnior de 2013         | 1 50.69             | 1 107.76            | 1 158.45            |
| 19–27 de enero de 2013                 | Campeonato Júnior de Estados Unidos de 2013  | 1 58.17             | 1 101.70            | 1 159.87            |